# Sideco Americana
Sideco Americana, también conocido simplemente como Sideco, es una empresa argentina del Grupo Macri que se dedica a actividades de ingeniería y construcciones, desarrollos inmobiliarios, concesiones y servicios públicos.
En la actualidad, Sideco cuenta con sedes en seis países de Sudamérica: Argentina, Chile, Perú, Paraguay, Colombia y Brasil, sumado a una nueva sede en China que es el fruto de la sociedad que estableciera Francisco Macri entre el grupo e inversionistas del país asiático.

## Historia

### Comienzos
Fue fundada en 1961 por Franco Macri en asociación con la automotriz Fiat, bajo el nombre Impresit Sideco. Durante la década de 1970 tuvo a su cargo importantes obras públicas como la construcción de la Central Nuclear Atucha, la Central Hidroeléctrica Salto Grande, y el Puente Internacional Posadas - Encarnación.

### Décadas de 1980 y 1990
En 1982, el Banco Central dispuso la estatización de la deuda de cientos de empresas privadas, entre las que estaba incluida Sideco. La empresa fue denunciada por una maniobra de "autopréstamos" que según los auditores consistía en "la colocación de fondos propios en plazos fijos en el exterior, recibiendo como contrapartida un préstamo de la misma entidad bancaria, sirviendo el plazo fijo como garantía a estos créditos. Los plazos fijos en el exterior no se informaban al BCRA, en muchos casos, estos plazos fijos tampoco figuraban en los libros y balances de las sociedades".  Este esquema se realizaba a través de la compañía panameña Omexil, según se descubrió en 2016 a raíz de los Panama Papers. En 1986, el entonces responsable de investigaciones del BCRA, Carlos Melconian, decidió frenar la investigación.
En 1989 se licita la primera banda de telefonía celular para Buenos Aires y el conurbano, la cual es adjudicada a una sociedad entre Sideco y BellSouth que llevó el nombre de Movicom. En 2001 le vende su parte en la empresa a BellSouth.
A partir de 1992, bajo la dirección de Luis Graziani, Sideco cambia el eje de sus negocios de la obra pública hacia la infraestructura y los servicios públicos, incluyendo distribución de gas (Profingas), administración de autopistas (Autopistas del Sol), tratamiento y recolección de residuos, entre otros servicios.
En 1997 el estado privatiza el Correo Oficial de la República Argentina y se lo entrega a Sideco. En 2001 la empresa entra en concurso preventivo y finalmente en 2003 es reeestatizada, durante la gestión de Néstor Kirchner.

### Décadas de 2000 y 2010
Sideco ha reestructurado su deuda privada.se ha acusado a Ramón Puerta de beneficiar durante su primer mandato (1991-1995), al grupo Socma y otorgarles el manejo de la represa Urugua-í con sobreprecios de hasta 300 por ciento.
En 2007 se asoció a la automotriz china Chery para ensamblar autos en Sudamérica. En principio la planta se iba a establecer en Argentina pero debido a problemas con el gobierno de Néstor Kirchner, optaron por instalarla en Uruguay. Ese mismo año Franco Macri vende a su sobrino, Angelo Calcaterra, tres empresas de construcción que pertenecían al grupo Sideco. Estas son Iecsa (ingeniería y construcción), Creaurban (desarrollos inmobiliarios) y Profingas (gas natural). Calcaterra es hijo de la hermana de Macri y fue gerente general de Sideco durante seis años.
En 2009, Franco Macri les cedió las acciones de Socma —y por lo tanto de Sideco— a sus cinco hijos: Mauricio, Gianfranco, Sandra, Mariano y Florencia.
La investigación de los Panamá Papers en 2016 expuso que el actual intendente de Lanús, Néstor Grindetti, quien fue ministro de Hacienda de la gestión de Macri en la Ciudad y exejecutivo del grupo SOCMA-Sideco, también tiene estrecha vinculación con una sociedad registrada en Panamá, con cuentas en Suiza.
En 2015 cierra la fábrica de Chery en Uruguay. En 2016 vende la empresa de vuelos privados Macair Jet a la aerolínea colombiana Avianca.

## Empresas oficialmente vinculadas
- Galileo
- Minería Geometales S.A
- Litsa
- Limsa
- Yacylec
- Autopistas del Sol
- Puentes del Litoral
- Sideco Brasil
- Civilia (Concesiones)
- Qualix
- Das Cataratas
- Iecsa Chile
- Aluar
- Virtual gas net international s.a.
- Secco